# Lifeline (bateau de sauvetage)
Pour les articles homonymes, voir Lifeline.
Le Lifeline est un bateau de sauvetage de l'ONG allemande du même nom, ancien navire océanographique écossais des Fisheries Research Services du nom de FRV Clupea, qui avait été remplacé par le MRV Alba-Na-Mara. Il est actuellement bloqué à La Valette où les autorités contestent sa situation administrative.

## Histoire

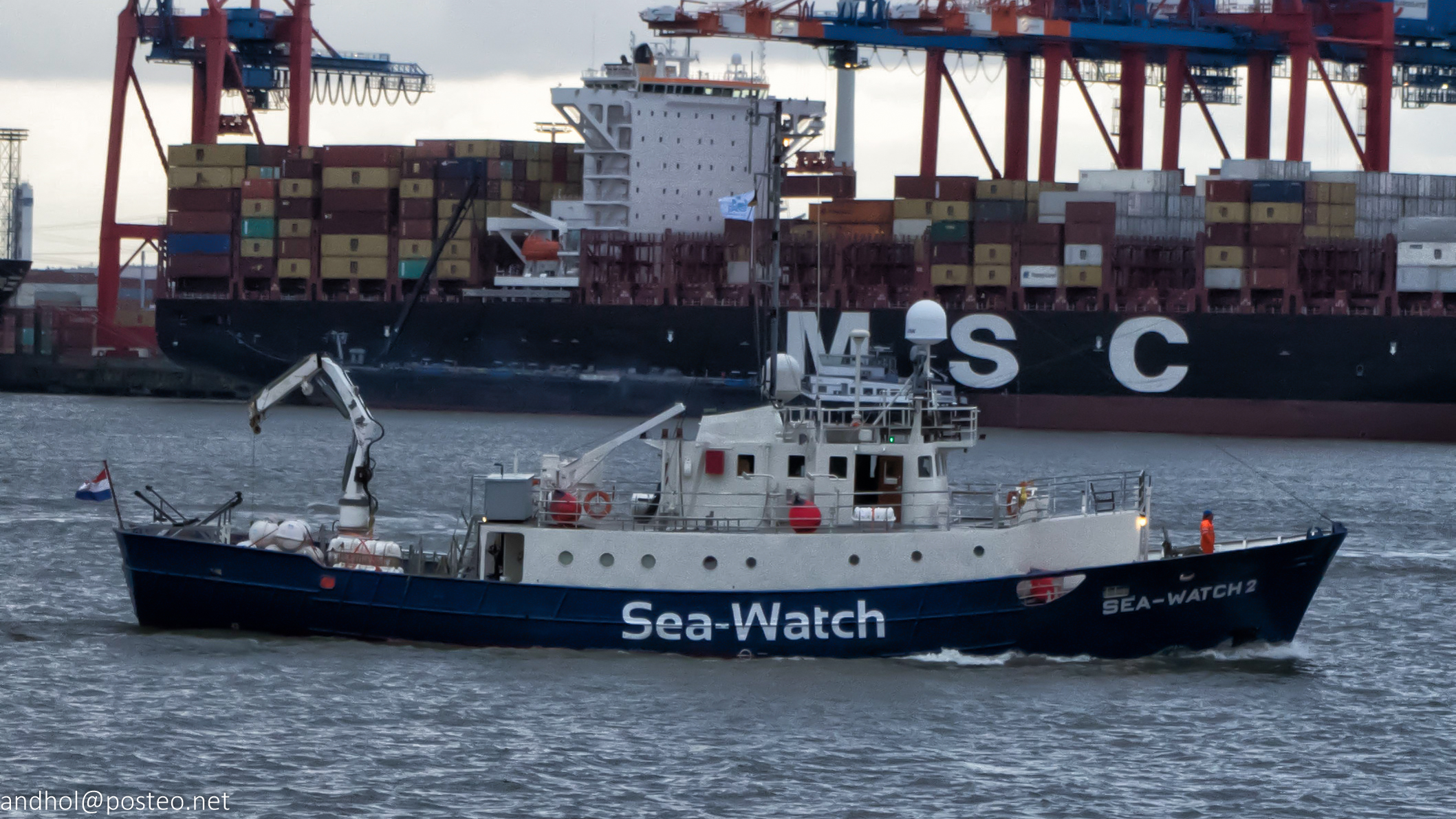
le Sea-Watch 2 reconstruit quittant Hambourg en mars 2016

Le bateau, de 32 m de longueur, est initialement baptisé Clupea été mis en service en 1968. Sa taille permet son utilisation dans l’espace restreint d’un loch. En 2015, le Clupea est vendu à l'ONG allemande Sea Watch, qui a lancé un service de sauvetage des migrants en Méditerranée. Le navire est rebaptisé Sea-Watch 2 en mars 2016. À l'automne 2016, l'ONG vend le navire à mission Lifeline Search and Rescue, basée à Dresde, qui le renomme  Lifeline et le rend opérationnel en septembre 2017. Il peut accueillir une centaine de personnes.  
En juin 2018, le réseau Lifeline (avec 239 migrants à bord) fait l'objet d'une interdiction d'entrer dans un port italien, selon les ordres du nouveau ministre italien de l'Intérieur Matteo Salvini. Le Lifeline est actuellement amarré sur une presqu’île au sud de La Valette, et placé sous séquestre,. 
La ministre néerlandaise, Cora van Nieuwenhuizen, a déclaré fin juin 2018 que le Lifeline n'opérait pas sous le drapeau néerlandais. Selon la déclaration, l'enregistrement du navire auprès du Koninklijk Nederlands Watersport Verbond n'était qu'une preuve de propriété, ce qui ne permet pas au bateau d'utiliser le pavillon des Pays-Bas,.  
Le capitaine du navire, Claus-Peter Reisch (de), a comparu devant un tribunal maltais, accusé d'avoir commandé un navire mal immatriculé, et a été libéré en versant une caution de 10 000 euros,.      